# HAT-P-12b
HAT-P-12b (بالإنجليزية: HAT-P-12b)‏ الذي يرمز له بالرمز HAT-P-12b، هو كوكب خارج المجموعة الشمسية، في كوكبة السلوقيان، يتبع HAT-P-12 ‏.

## الاكتشاف
اكتشف في 29 أبريل 2009.